# Aegocera isogenis
Aegocera isogenis là một loài bướm đêm trong họ Noctuidae.